# Puyarruego
Puyarruego, Piarruego en Aragonés, es un pueblo del municipio de Puértolas (Huesca), en el área central de la comarca del Sobrarbe. Su población es de 210 habitantes (2017). Puyarruego es uno de los tres pueblos de la parte baja del valle de Puértolas, junto con Escalona y Belsierre, a 2 km aguas arriba del río Bellós desde Escalona.
Por su ubicación, Puyarruego es paso obligado cuando se sube hacia Fanlo y el valle de Añisclo,  y al volver del valle de Vio.

## Toponimia
Conocido como Pui Arrui y Pui Arroi en la Edad Media, el nombre era en origen compuesto, llevando en la segunda palabra una vocal delante de la "R" (esa "A" que dicen protética -que protege-) que fue rasgo costitutivo romance aragonés y gascón. Otros ejemplos de este carácter se ven en antroponimos de esos tiempos como Arramiro o Arramon, y otros topónimos como Arricla oCamp Arretuno.
En el fogaje ordenado en 1405 por las Cortes de Maella se escribe Puy Arueno (quizás se confunde gráficamente la v por la n):

Item, Muro de Bellos e Puy Arueno qui devian pagar en cada tanda...

## Geografía

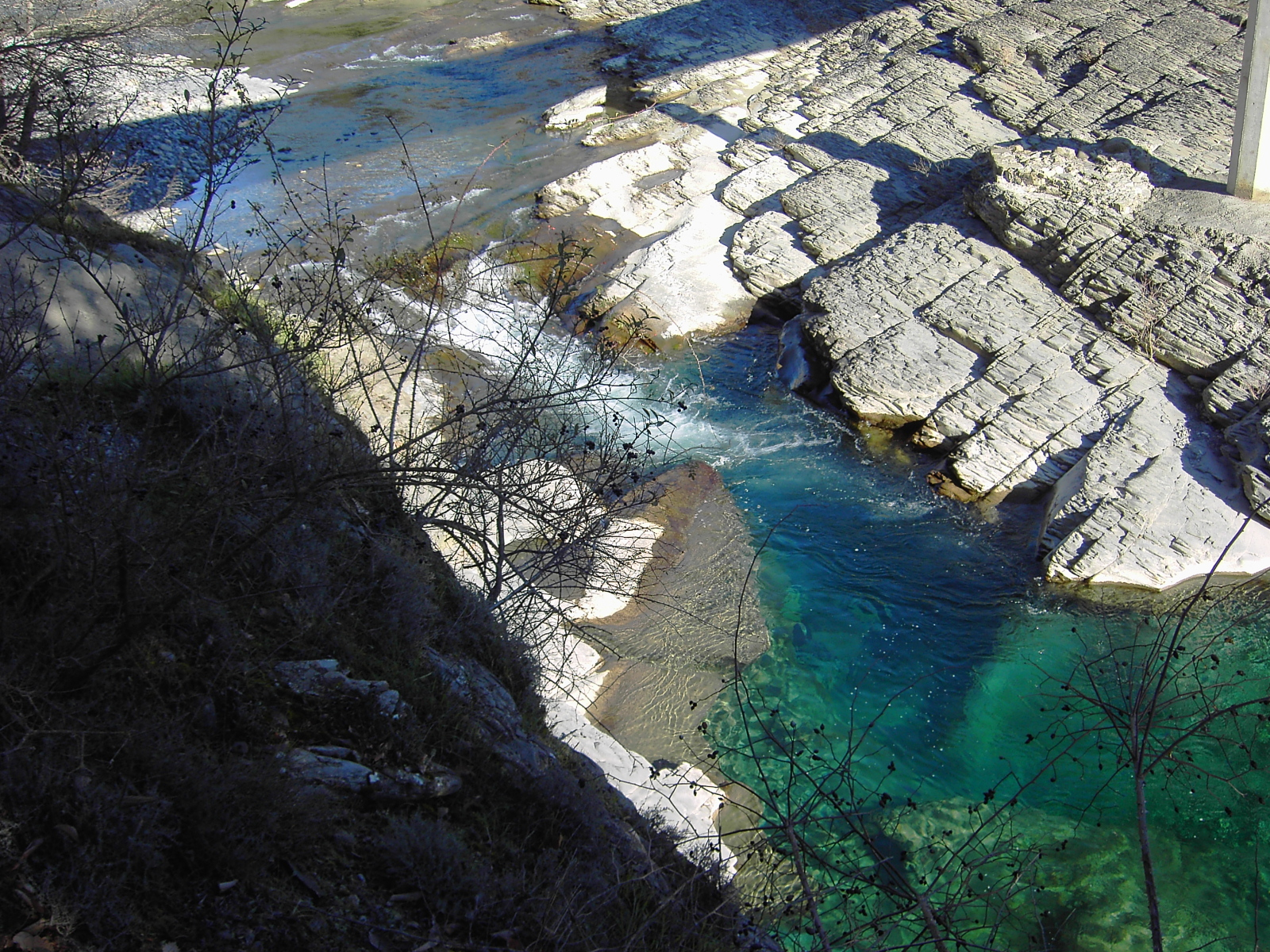
Gargantas del río Bellós en Puyarruego

Puyarruego se encuentra en un alto donde que se juntan Yesa (el río que baja de Buerba y la Vallivio) con el Bellós, 2 km aguas de Escalona.
1,5 km aguas arriba por el Bellós se encuentran unas fuentes famosas donde que termina el Congosto de las Habitaciones o Fuente de los Baños. Hacia ahí venía la gente del Sobrarbe pues, decían, las aguas tienen propiedades curativas por su contenido en cloruros.
Tras la fuente de los Baños, la Siarra Seca (así llamada por la ausencia de árboles) se dirige hacia Gallisué con la carretera siguiendo por un alto llamado El Mesonet en la cuenca del Bellós. Cerca hay un camino antiguo que permite llegar a la carretera de Añisclo.
De alto del Mesonet se ve el pueblo de Murillo de San Pidro en el otro borde del río.
En la zona norte del Bellós, el barranco de Airés desemboca por encima del puante que conduce a la localidad. En la desembocadura de dicho barranco,  arranca una pista de tierra que sube por las laderas de Bibisué hasta la Pardina de Barona, que fue en otros tiampos una pardina entre el Tozal de los Lobos y el Tozal de Pera.

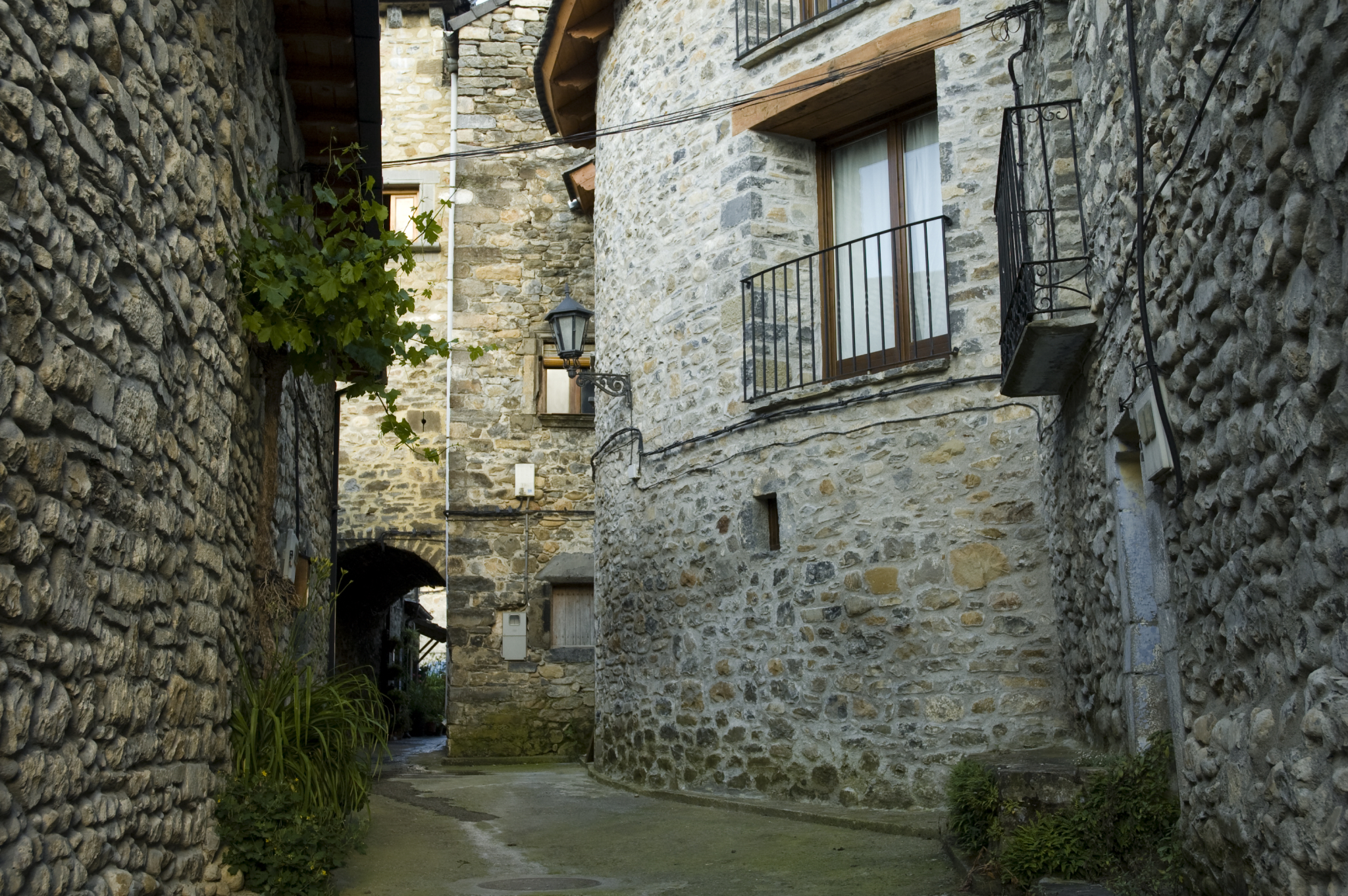
Casa Castillo

## Personajes
- Dionisio Bardají y Azara (1760-1826), cardenal de la Iglesia católica
- Severino Pallaruelo, (1954), historiador, etnologo y divulgador cuyo foco principal ha sido la cultura tradicional pirenáica (en especial las almadías).

## Fiestas
- 19 de abril, Fiesta menor en honor a San Pedro.
- 15 de agosto, Fiesta mayor en honor a la virgen de la Asunción.